# 十八ヶ城
十八ヶ城（さかりがじょう）は、岩手県花巻市宮ノ目字本館にあった日本の城。別称本館。

## 概要
花巻市街の北2キロメートルの瀬川右岸の台地上にあったが、東側は宅地化され、西側も開田により濠が埋められたと推定され、現在堀の一部が残るのみで、往事の規模は不明である。なお、当城館遺構については、近隣により大規模な城館跡と見られる遺構が存在していることなどから、岩手県教育委員会は、稗貫氏の城館跡と見られるものの十八ヶ城跡と断定はできないとしている。
室町時代に見える城郭名。築城時期は不明。陸奥国稗貫郡宮野目村に所在し、稗貫氏が小瀬川城から本城に移り、そして享禄年間（1528年-1533年）に鳥谷ヶ崎城（花巻城）（陸奥国稗貫郡花巻村）に移るまでの本城であった。『聞老遺事』の「稗貫状」には、永享7年（1435年）の和賀・稗貫の動乱のさいの「稗貫瀬川十八ヶ沢」の城構えは「四方に濠をめぐらし乱ぐいを打ち、逆茂木を引き筒木を釣るし石引を張る」という伝承が記されている。